# Real Betis
Real Betis Balompié je španski nogometni klub iz Seville. Ustanovljen je bil 12. decembra 1907 in trenutno igra v La Ligi, 1. španski nogometni ligi.
Real Betis je bil enkrat španski prvak in sicer po koncu sezone 1934/35, a je zaradi ugleda delovnega tima v času Francove diktature kmalu padel v pozabo. Osvojil pa je tudi dva španska kraljeva pokala (1977, 2005) in enkrat pokal Andaluzije (1928). Vidnejši uspeh Real Betisa v evropskih tekmovanjih pa je nastop v Ligi prvakov v sezoni 2005/06, potem, ko je v prejšnji sezoni, v domači ligi zasedel 4. mesto. Tu je v skupini z Liverpoolom, Chelseajem in Anderlechtom vknjižil 2 zmagi, 1 remi in 3 poraze ter s tem zasedel 3. mesto v skupini, s čimer si je zagotovil nastop v Evropski ligi. Tam pa je v osmini finala izgubil proti romunski Steaui (0-0, 0-3).
Betisov domači stadion je Benito Villamarín, ki sprejme 52.500 gledalcev. Barvi dresov sta bela in zelena. Znani nadimki nogometašev Betisa so Béticos, Los Verdiblancos (Belozeleni), El Glorioso (Slavni), Lobos (Volkovi) in drugi.

## Rivalstvo
Betisov rival je mestni tekmec Sevilla. Njuni dvoboji se imenujejo El derbi Sevillano

## Zanimivost
Zaradi burne zgodovine in številnih relegacij je moto Real Betisa "Viva el Betis manque pierda" (Dolgo naj živi Betis, tudi ko izgublja)